# نشان سرخ دلیری (فیلم)
نشان سرخ دلیری (انگلیسی: The Red Badge of Courage) فیلمی درام به کارگردانی جان هیوستون است که سال ۱۹۵۱ اکران شد.

## بازیگران
- آودی مورفی
- اندی دیواین
- رابرت استون
- داگلاس دیک
- آرتور هانیکات
- رویال دانو
- گلن استرینج
- فرانک سالی
- میکی سیمپسون